# Chongqing Tall Tower
Le Chongqing Tall Tower est un gratte-ciel en construction situé à Chongqing en Chine.